# Sofío Ramírez Hernández
Sofío Ramírez Hernández (27 de junio de 1967) es un político mexicano, miembro del Partido Revolucionario Institucional. En las elecciones federales de 2012 fue candidato del Partido de la Revolución Democrática a senador de la república por el estado de Guerrero en donde fue electo. A principios de 2016 se integró a la bancada de su partido de origen, el Partido Revolucionario Institucional. Ha ocupado el cargo de Secretario de Desarrollo Rural del gobierno del Estado de Guerrero.
Originario de la montaña de Guerrero, llega al municipio de Chilpancingo de los Bravo en el año 1984 para emprender sus estudios de bachillerato, años en los que combinaba el estudio con la venta de periódicos que le permitirán sostenerse en la capital del estado. Durante los primeros años de su formación profesional se desempeñó como cajero en una sucursal bancaria de BANAMEX y posteriormente, una vez terminados sus estudios profesionales, fungió como docente en el Colegio Nacional de Educación Profesional Técnica (CONALEP) 113 de la ciudad de Chilpancingo, institución en la que impartió clases por más de 10 años. En el sector público ha desempeñado diversos cargos, en 1993 asumió el cargo de Secretario General del H. Ayuntamiento de Mochitlán, Gro. Y en 1995 fungió como jefe del departamento en la Coordinación de Fortalecimiento Municipal del Gobierno del Estado de Guerrero. 
Realizó toda su carrera política anterior a 2011 en el Partido Revolucionario Institucional, donde fue miembro del Frente Juvenil Revolucionario, delegado regional, delegado municipal, coordinador de campaña y presidente de comité municipal; en 1997 fue director del plantel de Iguala del Colegio Nacional de Educación Profesional Técnica (CONALEP), de 1999 a 2002 director general del Servicio Estatal de Empleo, en ese año fue elegido presidente municipal de Tlalixtaquilla de Maldonado, ocupando el cargo hasta 2005, año en el que es electo diputado al Congreso de Guerrero hasta 2008.
En 2009 fue elegido diputado federal por el V Distrito Electoral Federal de Guerrero a la LXI Legislatura, periodo que concluiría en 2012; partidario de Ángel Aguirre Rivero para ser candidato del PRI a gobernador del estado, al ser designado para dicha candidatura Manuel Añorve Baños, abandonó junto con Aguirre el PRI, apoyando su candidatura por el PRD, partido al que se afilió formalmente el 1 de marzo; al ser electo gobernador Aguirre lo designó titular de la Secretaría de Desarrollo Rural del estado, solicitando en consecuencia licencia a la diputación a partir del 30 de marzo de 2011, y asumiendo el cargo de secretario el 5 de abril del mismo año.
El 17 de septiembre del 2011 fue localizado el cuerpo sin vida de su suplente en la diputación federal, Moisés Villanueva de la Luz, ante lo cual el PRI en Guerrero lo señaló como sospechoso de dicha muerte y pidió que se le investigara, lo que el rechazó y consideró una ofensiva política.
El 10 de diciembre del mismo año, renunció a la titularidad de la Secretaría de Desarrollo Rural con intención de buscar la candidatura del PRD a senador por Guerrero y a partir del 13 de diciembre se reincorporó a su cargo de diputado federal.